# زینالروتورن
زینالروتورن (به لاتین: Zinalrothorn) یک کوه در سوئیس است که در کانتون وله واقع شده‌است. زینالروتورن ۴٬۲۲۱ متر بالاتر از سطح دریا واقع شده‌است.